# Матала-Руотаусъярви
Ма́тала-Ру́отаусъя́рви (фин. Matala Ruotausjärvi) — озеро на территории Лоймольского сельского поселения Суоярвского района Республики Карелия.

## Общие сведения
Площадь озера — 1,4 км², площадь водосборного бассейна — 65,8 км². Располагается на высоте 164,9 метров над уровнем моря.
Форма озера лопастная, продолговатая: вытянуто с северо-запада на юго-восток. Берега каменисто-песчаные, местами заболоченные.
Озеро входит в проточную систему озёр:
- озеро Салонъярви (143)
  - река Ханхийоки
    - озеро Проточное (147)
      - ручей Мусталамменпуро
        - озеро Мусталампи

      - озеро Ханхиярви (147)
        - река Хейняйоки
          - ручей Тёмная (Хейняоя)
            - озеро Лемилампи (154)
              - озеро Хейнялампи (155,3)
                - озеро Кескиммяйнен-Хейнялампи (158)
                - озеро Иляммяйнен-Хейнялампи (159)
                  - ручей Келооя
                    - озеро Келолампи

                  - речей Весоя

    - озеро Камышовое (160)
      - озеро Хеполампи (161)
      - ручей Пилайоки
        - разлив Кийтсинвонка
          - озеро Кивиярви (161)
            - озеро Риухталампи (161)
              - озеро Пиени-Риухталампи
                - озеро Репоярви (162)

            - ручей Сильталаноя
            - озеро Обринлампи (161)
            - разлив Хауванвонка
              - озеро Сийсмалампи (161)
                - ручей Сагарвойноя
                - река Вялийоки
                  - озеро Сяюняярви (162)
                    - озеро Корпиярви
                      - ручей Корпиоя
                        - озеро Сярккялампи (173)
                          - ручей Сярккяламеноя
                            - озеро Корпилампи (176)
                            - озеро Ламаканъярви (175)

                      - озеро Перттиярви (159)
                        - ручей Катлилонйоки
                          - озеро Сабасенъярви (160)
                            - озеро Куросенъярви (161)
                              - озеро Кивиярви (161)
                              - озеро Кивиярви (169)

                        - ручей Варисйоки
                          - озеро Виексинкиярви (166)
                            - ручей Риронйоки (Riiroonjoki)
                              - озеро Хиетаярви (174)
                              - озеро Сяркиярви (174)

                          - озеро Пиен-Варислампи
                            - озеро Суур-Варислампи
                              - озеро Мусталампи
                                - озеро Кивилампи
                                - озеро Кайттилалампи

                              - озеро Руотаусъярви (164)
                                - озеро Питкялампи
                                - озеро Матала-Руотаусъярви (164)
                                  - озеро Пурнаярви
                                    - озеро Юркинъярви
                                      - озеро Вегарусъярви (166)
                                        - озеро Мянтюлампи
                                        - озеро Хийсиярви (164)
                                          - озеро Хийсиярви (169)
                                            - озеро Сурилампи
                                            - озеро Короярви

                                      - ручей Илосйоки
                                        - озеро Илосъярви (168)
                                          - озеро Питкялампи

В озере расположен один остров без названия.
Населённые пункты возле озера отсутствуют. Ближайший — посёлок Лоймола — расположен в 20 км к югу от озера.
Код объекта в государственном водном реестре — 01040100111102000016474.